# Kučín (Bardejov)
Kučín (in ungherese Felsőköcsény, in tedesco Kautzen) è un comune della Slovacchia facente parte del distretto di Bardejov, nella regione di Prešov.

## Storia
Il comune si trova nella vallata nella parte meridionale dei bassi Beschidi. Kučín venne citato la prima volta nel 1315: all'epoca apparteneva alla signoria dei Perényiovcov. Successivamente venne acquistato dagli Saros. Durante il primo censimento nel 1787 il paese contava 43 case e 311 abitanti. Nel 1828, 80 case e 599 abitanti. 
Nel 1910 ci vivevano 300 persone. Fin dai tempi passati questo villaggio ha vissuto di agricoltura tradizionale e di allevamento di bestiame. Nel 1918 passò sotto tutti gli effetti sotto l'amministrazione della provincia di Bardejov.